# ZiS-151

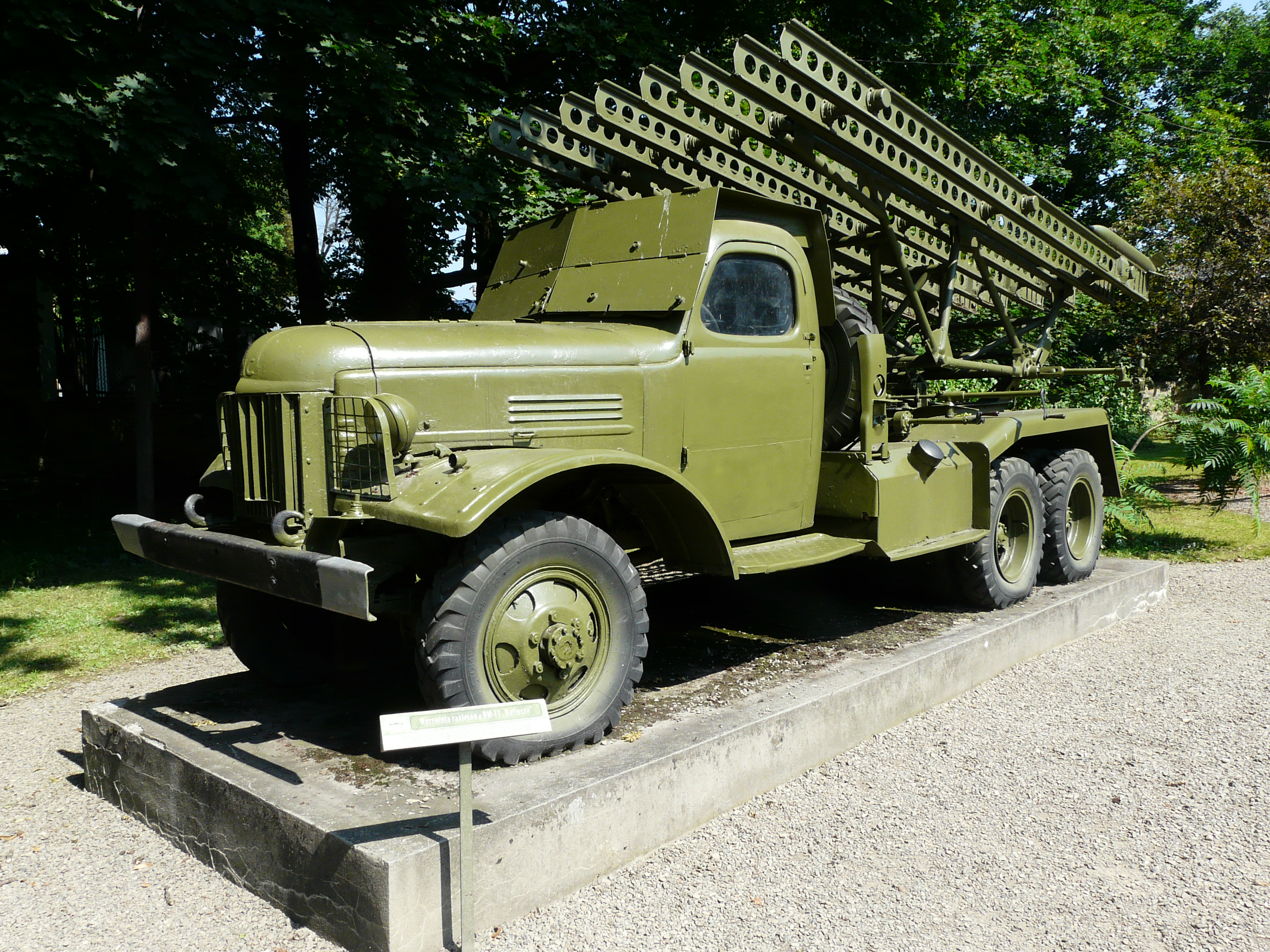
Katiusza na podstawie ZiS-151 znajdująca się muzeum historycznym w Dukli

ZiS-151 – radziecki terenowy samochód ciężarowy produkowany przez zakłady ZiS w Moskwie (od 1956 roku noszące nazwę ZiŁ) w latach 1948-1958. Do napędu użyto silnika R6 o pojemności 5,6 litra. Moc przenoszona była na wszystkie osie (6x6) poprzez 5-biegową skrzynię biegów.
Samochód był oparty na kopiach rozwiązań kilku amerykańskich ciężarówek dostarczanych do ZSRR podczas II wojny światowej w ramach programu pomocy lend-lease. Zewnętrznie przypominał trzyosiowy International M5-6, jednakże pod względem technicznym podwozie i mosty napędowe było skopiowane z najbardziej cenionego w ZSRR Studebakera US-6. Poszerzona trzyosobowa kabina kierowcy i maska silnika zostały przejęte w zmodyfikowanej formie z dwuosiowego modelu ZiS-150, będącego z kolei kopią amerykańskiego International KR11, z zastąpieniem poziomych żeber atrapy chłodnicy przez większe pionowe szczeliny dla lepszego chłodzenia. Napęd samochodu stanowił jednak własnej konstrukcji silnik ZiS-121 przejęty w zmodyfikowanej wersji z ZiS-150. przejęto też W odróżnieniu od M5-6, dostęp do silnika był z boków zamiast podnoszonej maski, a atrapa chłodnicy była półokrągła w widoku z góry. Koła zaadaptowane z ciężarówki GAZ-51 również były kopią amerykańskich. ZiS-151 jednak był o ponad tonę cięższy od Studebakera, m.in. z powodu wymogów technologicznych oraz wymagań wojska wyposażenia go w dwa baki paliwa i dwa koła zapasowe. Z powodu pochodzenia i podobieństwa do Internationala, ZiS-151 był popularnie w ZSRR nazywany trumanem, od prezydenta USA Trumana.
Samochód produkowany był głównie jako pojazd wojskowy. Następcą został ZiŁ-157.

## Dane techniczne

### Silnik
- Nazwa: ZiS-121 (ZiŁ-121)[1]
- R6 5,6 l (5555 cm³), 2 zawory na cylinder, benzynowy, 4-suwowy
- Układ zasilania: gaźnik
- Średnica cylindra × skok tłoka: 101,60 mm × 114,30 mm[3]
- Stopień sprężania: 6,0:1[1]
- Moc maksymalna: 92 KM przy 2800 obr./min[1]
- Maksymalny moment obrotowy: 328,5 Nm (33,5 kGm) przy 1100 obr./min[1]

### Osiągi
- Prędkość maksymalna: 60 km/h (załadowany)[1]
- Średnie zużycie paliwa: 42 l/100 km[1]

## Inne
- Koła: 8,25 x 20 cali
- Promień skrętu: 11,2 m
- Ładowność: 4500 kg
- Prześwit: 260 mm